# 巴黎十四区
巴黎十四区是法国首都巴黎市的20个区之一。该区位于塞纳河左岸。
巴黎十四区包括蒙帕纳斯的大部份，传统上居住着许多艺术家以及布列塔尼人。该区今天以巴黎市区唯一一幢办公摩天大楼蒙帕纳斯大楼，和蒙帕纳斯车站著称。
巴黎国际大学城（Cité Internationale Universitaire de Paris）也位于巴黎十四区，靠近蒙苏里公园（Parc Montsouris）和沙莱蒂体育场（Stade Charléty）。